# Drajna (gmina)
Drajna – gmina w Rumunii, w okręgu Prahova. Obejmuje miejscowości Cătunu, Ciocrac, Drajna de Jos, Drajna de Sus, Făget, Ogretin, Piatra, Pițigoi, Plai, Podurile i Poiana Mierlei. W 2011 roku liczyła 5168 mieszkańców.